# 匿名者64
匿名者64是一个X平台用户，中华人民共和国国家安全部认为该用户是“由‘台独’势力豢养的一支网军（原文如此）”，“真实背景是台湾资通电军下属的网络战联队网络环境研析中心”；中华民国国防部下属的資通電軍指揮部，则否认了中国大陆方面的指控；而考虑其词汇使用，该组织与匿名者（国际黑客组织）又有所区别
2024年9月23日，中华人民共和国国家安全部、中央国家安全委员会等发文点名该组织，稱已經锁定实施相关网络攻击活动的台湾人员身份信息，其中包括台湾资通电军现役人员罗俊铭、洪莉棋、廖韦纶，將對三人立案侦查。
中华人民共和国国家安全部表示，该中心专职负责对中国大陆实施認知作戰，该中心于2023年6月，以“匿名者64”组织的名义，注册社交媒体账号以实施网络攻击和反宣破坏活动。中華民國國防部则駁斥相關訊息，並稱“共軍才是破壞區域和平的始作俑者”。而匿名者64仅在2023年6月23日在X平台上发布了一条名为“毋忘六四”的贴文，贴文中没有明示任何其它内容

## 与匿名者的异同
英国记者 Carole Cadwalladr 认为：“如果你认同匿名者，称自己为匿名者，那么你就是匿名者”
Parmy Olson以及一些批判媒体则认为匿名者团体内部协调良好、紧密结合，“并非是单一领导下达指令，而是一些组织思考者偶尔聚集，以开始策划行动”；
匿名者的行动包括了：针对被认为是邪教的山达基教会开展DDoS攻击与游行、声援维基解密创始人阿桑奇、入侵中华人民共和国政府及港府网站、攻击伊斯兰国等许多种类
匿名者64则倾向提及：“十八層地獄”（原文如此）、“法輪功”、“活摘器官”、“隐瞒的真相”等词汇

## 被认为源自匿名者64的攻击
2023年10月3日，台湾民视新闻报导，國際駭客組織「匿名」（Anonymous）凌晨2時，在推特官方帳號「Anonymous64」發布4張截圖，並說已駭入中國武昌解放軍學校（原文如此）的國防與武警大隊、空軍大隊、海軍與戰略支援大隊及陸軍一大隊網站，要讓世界再次知道習近平的暴政
同样在10月3日，網上流傳影片顯示，有澳門電召的士服務股份有限公司旗下電召的士車輛車廂內放屏幕出現「Hacked by Anonymous64」等字樣，又播放與中共中央總書記習近平有關的批評，其中影射不少社會議題如青年失業、洪水救災等。影片在網上流傳不久，澳門電召的士服務股份有限公司於10月1日在微信平台發佈公告指，「今天意外受到黑客不法入侵系統，並發佈危害國家安全的信息，本司須嚴正聲明相關信息與本司完全無關。」並指已對是次事件立即報警「並予以嚴肅處理」，「強烈譴責」入侵系統的黑客，保留對其追究之法律責任。同時重申該公司「一直以愛國愛澳的宗旨視為本司的核心價值」，呼籲市民切勿轉發相關不法訊息，隨後警方未有公佈案件的相關消息。匿名者64在获悉該新聞後以一哏圖嘲諷。